# Fem unga
Fem unga, även skrivet 5 unga, är en antologi med dikter och prosa som utkom 1929, skrivna av Artur Lundkvist, Harry Martinson, Erik Asklund, Gustav Sandgren och Josef Kjellgren. Boken anses vara banbrytande inom svensk litteraturhistoria, i synnerhet för arbetarlitteraturen. 

## Bakgrund
Asklund och Kjellgren var barndomsvänner och hade växt upp tillsammans på Södermalm. Lundkvist, som 1926 flyttat till Stockholm, blev bekant med dem och beskrev senare Asklund som sin närmaste kamrat vid tiden. Tillsammans utgjorde de grupperingens kärntrupp och började lägga upp planer på ett gemensamt framträdande i en antologi med unga författare med modernistisk inriktning.
Lundkvist var den ende som var bekant med alla författarna i kretsen. Han hade träffat på Martinson 1927 och tog brevkontakt med Sandgren efter att ha lagt märke till bidrag av denne i Stormklockan. Snart stod även Asklund och Kjellgren i brevkontakt med Sandgren. 1928 skickades en första version av antologin, då kallad Sex unga, till förlaget men refuserades. Den sjätte författaren i kretsen var Olle Wedholm. Denne uteslöts dock sedan Sex unga refuserats och förlaget haft särskilt starka betänkligheter mot Wedholms bidrag.

## Stil
Antologin utmanade de rådande litterära konventionerna med sina fria versformer och författarnas förespråkande av primitivism och "livsdyrkan" av tillvarons alla aspekter väckte uppseende. De unga författarna var influerade av diktare som Walt Whitman, Carl Sandburg, Langston Hughes och Elmer Diktonius och tog intryck från futurismen. Med stark framtidsoptimism skrev de om maskiner och kroppsarbete, om det moderna stadslivet, jazz och erotik vilket var något helt nytt i svensk litteratur. Av vissa kritiker avfärdades de som "asfaltdiktare" och "sexualromantiker".
Med Lundkvist som initiativtagare och pådrivande ideolog och Asklund som organisatör framträdde författarna under en tid som en grupp i olika litterära sammanhang, bland annat med uppläsningar i radio. Sammanhållningen höll dock bara i sig i några år då författarna snart gick olika vägar.
Det var främst Lundkvist, Kjellgren och Asklund som anslöt till den litterära ideologin medan Martinson och Sandgren redan från början var mer självständiga och ställde sig avvaktande till delar av den. Gustav Sandgren, som med sina romantiska prosastycken i antologin framstod som den kanske mest avvikande av de fem, blev till slut den ende som en längre tid höll sig kvar vid primitivism och livsdyrkan.

## Utgivning och inflytande
Fem unga gavs ut hösten 1929 och fick då ett nedlåtande bemötande av kritikerna. Senare har dock Fem unga erkänts som en viktig hållpunkt i den svenska litteraturvetenskapen eftersom de banade väg för arbetarlitteraturens genombrott under 1930-talet med sådana namn som Vilhelm Moberg, Moa Martinson, Ivar Lo-Johansson, Jan Fridegård, Folke Fridell med flera, liksom för modernistiska poeter som Erik Lindegren.
En faksimilutgåva av antologin återutgavs 1993.
År 1931 gjorde delar av kretsen kring de "fem unga" kortfilmen Gamla stan, en skildring av Gamla stan i Stockholm, som utmärker sig med sina sneda vinklar och montageteknik.

## Innehåll

### Erik Asklund
- Kvinnor vid en mur
- Vid havet
- Antwerpens natt
- Barnet
- Mina
- Blodigt huvud

### Josef Kjellgren
- Arbetsrytm
- Episod
- Hamn
- Ungdom
- Strejk
- Höst
- Röd oktober
- De gamla
- Dag och natt lyfter sina sköldar över jorden
- Pastell

### Artur Lundkvist
- Jazz
- Neger med saxofon
- Negersång
- Saxofonstycke
- Järn
- Fars
- Fattig kärlek
- Moder liv
- Kom till mig, kvinna
- Det är i sommarens, i sädesskördens tid
- Jag bröt mark
- Ålderdom
- Hösten skrattar med röd och mogen mun
- I gulflammiga morgonrockar drömmer vi
- Du kom - och det var i min flodtid
- Helvete

### Harry Martinson
- Tanke
- Afton
- Parkfrid
- Hand
- Johnny Aktiv
- Vindmjöl
- Dag
- Stor roman
- Parken och människan
- Klockbojen
- Ensam åldring

### Gustav Sandgren
- Örnen
- Kväll
- Töväder
- Dagbok
- Lycka